# Siobhan Dowd

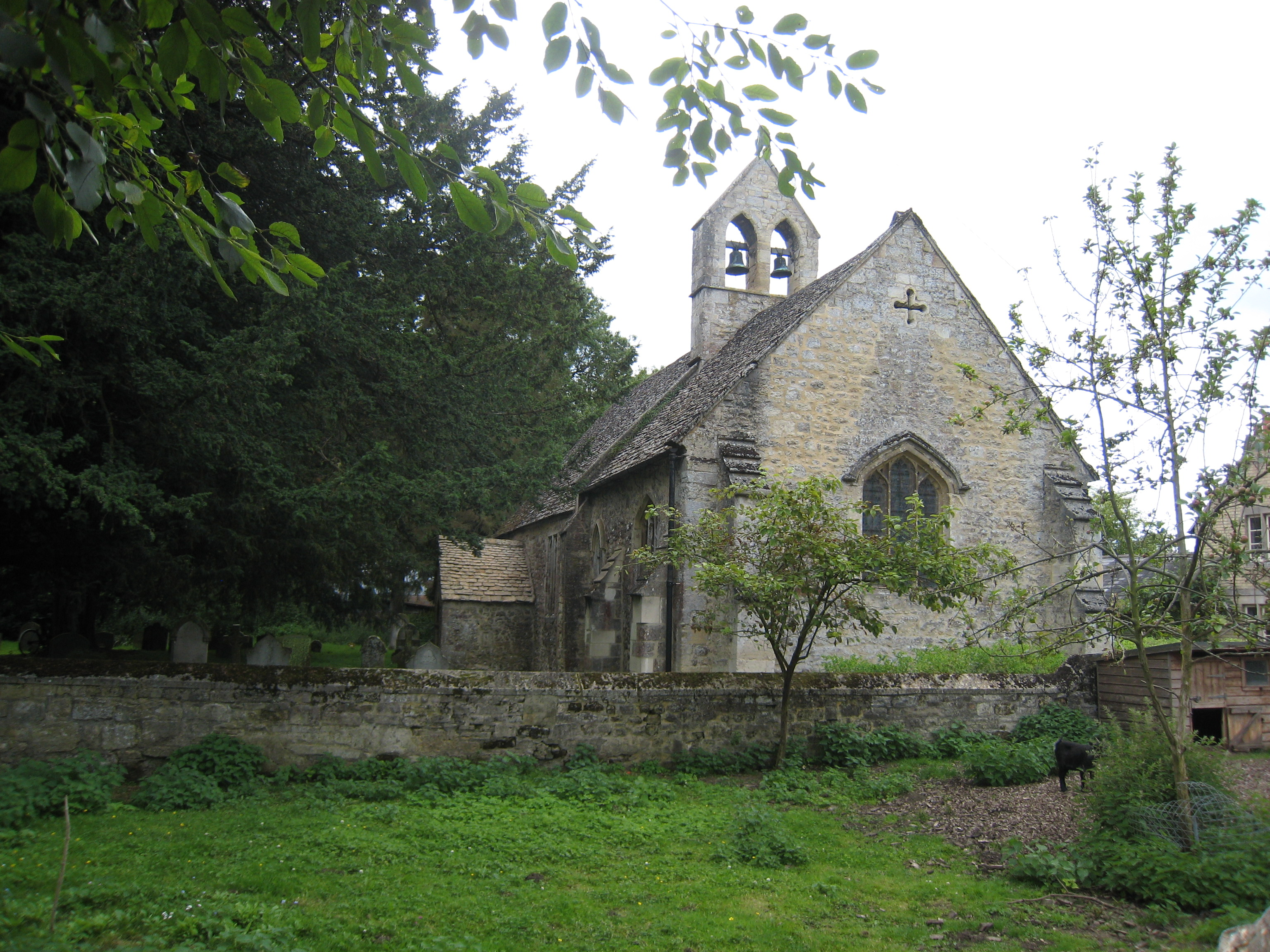
St Margaret's Church i byn Binsey (cirka två och en halv kilometer väster om centrala Oxford), platsen där Siobhan Dowd ligger begravd.

Siobhan Dowd, född 4 februari 1960 i London, död 21 augusti 2007 i Oxford, var en brittisk författare och aktivist. Bland alla hennes skrivna verk märks Bog Child (hennes sista färdigställda bok i livet), som år 2009 vann en Carnegie Medal av professionella bibliotekarier (postum vinst), som ett erkännande till årets bästa bok för barn eller ungdomar publicerad i Storbritannien.
Dowd, som föddes i London av irländska föräldrar, var gift två gånger. Hennes första äktenskap var med den nordirländske författaren och dramatikern Mial Pagan, som hon skilde sig ifrån i början av 1990-talet (exakt årtal saknas), strax innan hon bestämde sig för att flytta och arbeta i New York. Efter att ha flyttat tillbaka till London år 1997 för att spendera mer tid med sin familj, så träffade Dowd år 2000 en bibliotekarie på Oxford Brookes University vid namn Geoff Morgan, som hon senare även kom att gifta sig med under en ceremoni i Wales i mars 2001.
I september 2004, då Dowd var 43 år gammal, så blev hon diagnostiserad med avancerad bröstcancer. Hon dog sedan av denna sjukdom den 21 augusti 2007 (nästan tre år från det att hon hade fått sitt cancerbesked), 47 år gammal. Hon ligger begravd på St Margaret's Church i byn Binsey i Oxfordshire, cirka två och en halv kilometer väster om centrala Oxford.